# Jochen Figge
Jochen Figge, né en 1947 est un ancien entraîneur allemand de football. Il possède la particularité de n'avoir entraîné que des sélections nationales.

## Biographie
En 1992, il est choisi par la fédération zambienne pour prendre en main la sélection nationale et tenter de la qualifier à la fois pour la CAN 1994 et pour la Coupe du monde 1994. Pour la CAN, le tirage au sort place la Zambie dans le groupe 5 avec l'île Maurice, l'Afrique du Sud et le Zimbabwe. Le 20 décembre 1992, à la suite d'une défaite surprise de la Zambie 2-0 à Madagascar lors des éliminatoires de la Coupe du monde 1994, Figge est démis de ses fonctions, remplacé par Godfrey Chitalu.
En janvier 1995, Figge devient sélectionneur de l'équipe de Trinité-et-Tobago de football, qui participe à la Coupe de la Caraïbe 1995, tournoi qualificatif pour la Gold Cup 1996. Trinité-et-Tobago est tenant du titre après avoir remporté l'édition précédente. Versé dans le groupe 2, les Soca Warriors terminent en tête devant Cuba et la Jamaïque, battent très facilement la sélection des Îles Caïmans en demi-finale sur le score de neuf buts à deux puis remportent un quatrième trophée en battant en finale Saint-Vincent-et-les-Grenadines. Malgré la qualification obtenue pour la Gold Cup, c'est le Yougoslave Zoran Vraneš qui lui succède sur le banc trinidadien.
En 2002, il remplace Asrat Haile à la tête de la Éthiopie à la suite d'une mauvaise série de résultats en matchs amicaux. L'objectif principal est la campagne qualificative pour la CAN 2004 dont la phase finale est organisée au Ghana. Les Antilopes Walya sont dans le groupe 2 en compagnie de la Guinée, du Niger et du Liberia. Cependant, en mai 2003, l'Allemand est démis de ses fonctions car il n'a pas pu fournir à la fédération éthiopienne les papiers nécessaires à l'établissement de son contrat. C'est son prédécesseur, Asrat Haile, qui est rappelé pour terminer les éliminatoires puisque trois matchs restent à disputer et que la qualification est toujours possible.